# Éric Bernier
Éric Bernier (né le 24 août 1965 à Chicoutimi) est un acteur québécois. Il est connu pour son rôle de Martin Brodeur dans la série télévisée Les Hauts et les Bas de Sophie Paquin et Tout sur moi (où il incarne son propre personnage) avec les textes de Stéphane Bourguignon aux côtés de Macha Limonchik et Valérie Blais à Radio-Canada.

## Biographie
Finissant du Conservatoire d'art dramatique de Montréal en 1989. Il fait ses débuts avec de nombreux rôles dans des pièces de Shakespeare, tel que Richard III sous la direction d'André Brassard présenté au théâtre du Rideau Vert, Coriolan, Macbeth et La Tempête sous la direction de Robert Lepage. Il a aussi travaillé dans des productions comme Willy Protagoras enfermé dans les toilettes et Incendies, de l'auteur et metteur en scène Wajdi Mouawad.
Il devient en mai 2007 porte-parole, avec l'écrivain-animateur Daniel Pinard, l'humoriste Alex Perron et l'animatrice de radio Monique Giroux de l'organisme Gai Écoute et de la Fondation Émergence.

## Filmographie

### Cinéma
- 1999 : Nô de Robert Lepage & André Morency : François-Xavier
- 2018 : Les Scènes fortuites de Guillaume Lambert : Étienne
- 2022 : Niagara de Guillaume Lambert : Léo-Louis

### Télévision
- 2000-2004 Virginie : Martin Samson
- 2006-2009 : Tout sur moi : Éric
- 2006-2009 : Les Hauts et les Bas de Sophie Paquin : Martin Brodeur
- 2015-2016 : Madame Lebrun : Gaétan Lebrun
- 2016 : Série noire : chef cuisinier
- 2017-2018 : Lâcher prise  : Stéphane Labelle
- 2019- : Madame Lebrun : Gaétan Lebrun
- 2022 : Complètement Lycée : Mr. Brown
- 2023 : Temps de chien : Jean-Philippe Bélanger

## Théâtre
- 1989 : Richard III de Shakespeare (m.e.s. A. Brassard, Théâtre du Rideau Vert)
- 1990 : L'Arbre des Tropiques (Isamu) de Y. Mishima (m.e.s. M.Beaulne)
- 1992 : Helter Skelter (Bryan), collectif (m.e.s. J.F. Messier, Théâtre Momentum)
- 1992-95 : Coriolan (Malcolm) de Shakespeare (m.e.s. R. Lepage, Ex Machina)
- 1992-95 : Macbeth (Malcolm) de Shakespeare (m.e.s. R. Lepage, Ex Machina)
- 1992-95 : La Tempête (Ferdinand & Banco) de Shakespeare (m.e.s. R. Lepage, Ex Machina)
- 1995-97 : Les Sept Branches de la rivière Ota (Pierre Maltais) de R. Lepage (m.e.s. R. Lepage, Ex Machina)
- 1997 : La Chute de la maison Usher (Rodrick Usher) tiré de la nouvelle d'Edgar Allan Poe (m.e.s. J.Ph. Monette)
- 1997 : Deux monologues de fif (Marc) de Stéphane Lap[2] (m.e.s. S. Laporte-Lapierre, Le secours aux noyés)
- 1998 : Les Quatre Morts de Marie (Pierre) de C. Fréchette (m.e.s. M. Faucher, Productions Branle-Bas)
- 1998 : Willy Protagoras enfermé dans les toilettes (m.e.s. Maxime Louisaire) de W. Mouawad (W. Mouawad, Théâtre Ô Parleur)
- 1998 : Les Bonnes (Solange) de J. Genet (m.e.s. M. Pomerlo, Théâtre Momentum)
- 1999 : Tout bas si bas (l'iman) de K. Lamko (m.e.s. M. Faucher, Théâtre de la Manufacture)
- 1999 : Roméo et Juliette (le bouffon) de Shakespeare (m.e.s. M.Beaulne, TMN)
- 1999 : Rêves (Willem) de W. Mouawad (m.e.s. W. Mouawad, Théâtre de Quat’Sous)
- 2000 : Les Grandes Chaleurs (Louis) de M. M. Bouchard (m.e.s. S. Clément, Théâtre des Hirondelles)
- 2001 : Six personnages en quête d'auteur (l'acteur) de L. Pirandello (m.e.s. W. Mouawad, Théâtre de Quat’Sous)
- 2002 : Aube (Karl) d'I. Leblanc (m.e.s. I. Leblanc, Théâtre Ô Parleur)
- 2003 : L'Histoire de Raoul (Raoul) d'I. Leblanc (m.e.s. I. Leblanc, Théâtre Ô Parleur)
- 2003-06 : Incendies (Nihad) de W. Mouawad (m.e.s. W. Mouawad, Théâtre de Quat’Sous)
- 2005 : La Tempête (Antonio) de Shakespeare (m.e.s. D. Guilbault, M. Lemieux, V. Pilon, TMN)
- 2005 : Les Fridolinades de G. Gélinas (m.e.s. J.G. Legault, Théâtre Denise-Pelletier)
- 2004-06 : Le mystère d'Irma Vep de C. Ludlam (m.e.s. M. Faucher, Théâtre du Monument-National)
- 2006 : Incendies (Nihad) de W. Mouawad (m.e.s W. Mouawad, TMN)
- 2007 : À présent (François) de C.-A.Toupin (m.e.s. F. Blanchette, Théâtre de la Manufacture)[3]
- 2009 : La Chasse de l'Orignal Épormyable (m.e.s. Lorraine Pintal, Théâtre du Nouveau Monde)
- 2011 : La cage aux folles (m.e.s. Normand chouinard) Théâtre du vieux Terrebonne
- 2011 : Vigile (ou Le Veilleur) (m.e.s. Martin Faucher) Théâtre du Rideau Vert
- 2023 : Whitehorse, mise en scène de Simon Lacroix

## Récompenses et Nominations
Nominations
- 2003 : Masques, rôle de soutien, pièce de théâtre Le Menteur
- 2005 : Masques, rôle de soutien, pièce de théâtre Les Fridolinades
- 2007 : Prix Gémeaux, meilleure interprétation de soutien masculin, Les Hauts et les Bas de Sophie Paquin
- 2007 : Prix Gémeaux, meilleur premier rôle masculin comédie, Tout sur moi[4]
- 2011 : Prix Gémeaux, meilleur premier rôle masculin comédie, Tout sur moi
- 2012 : Prix Gémeaux, meilleur premier rôle masculin comédie, Tout sur moi